# Wat Pa Mok Worawihan

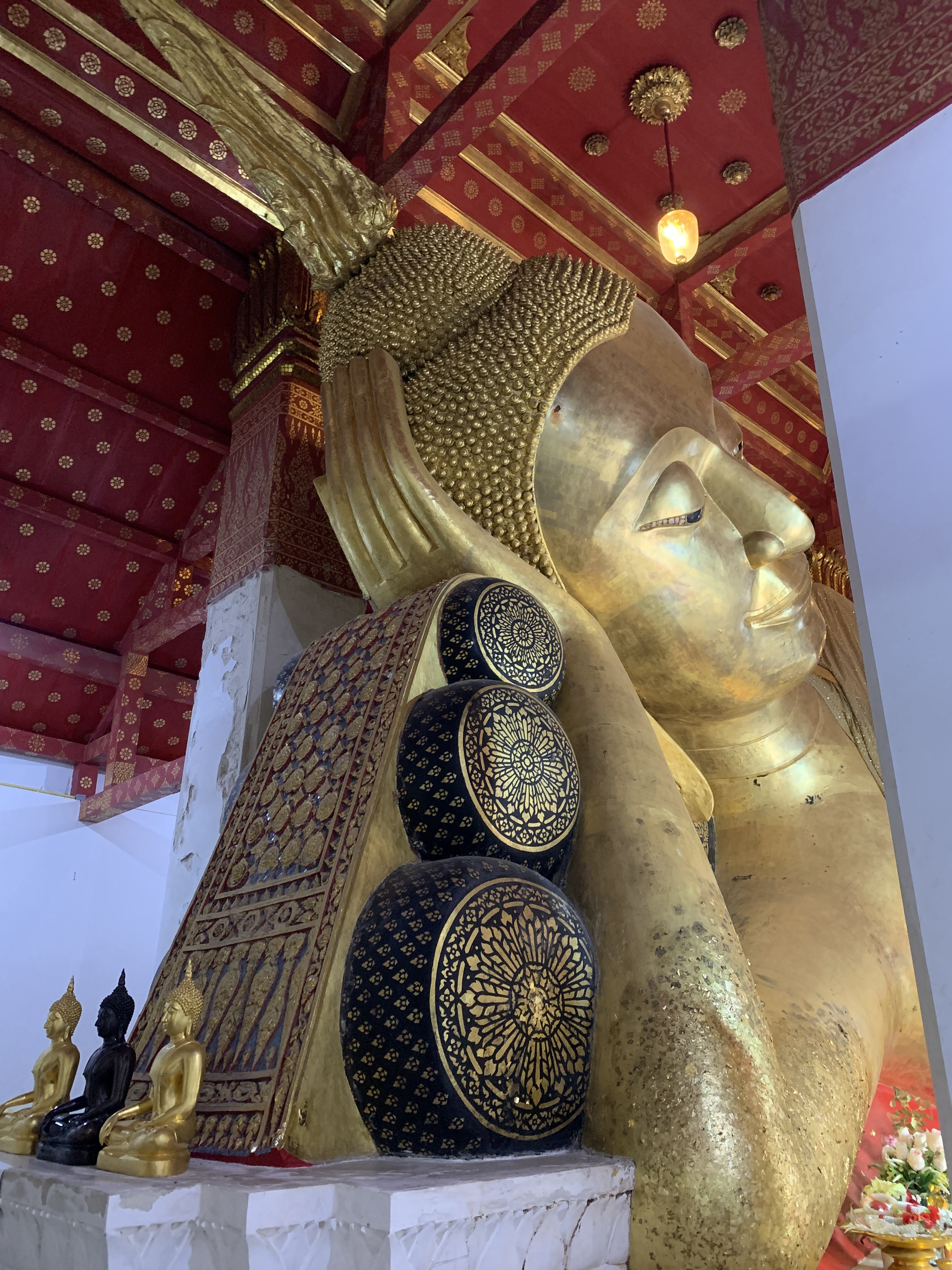
Das Liegenden Buddha, Wat Pa Mok

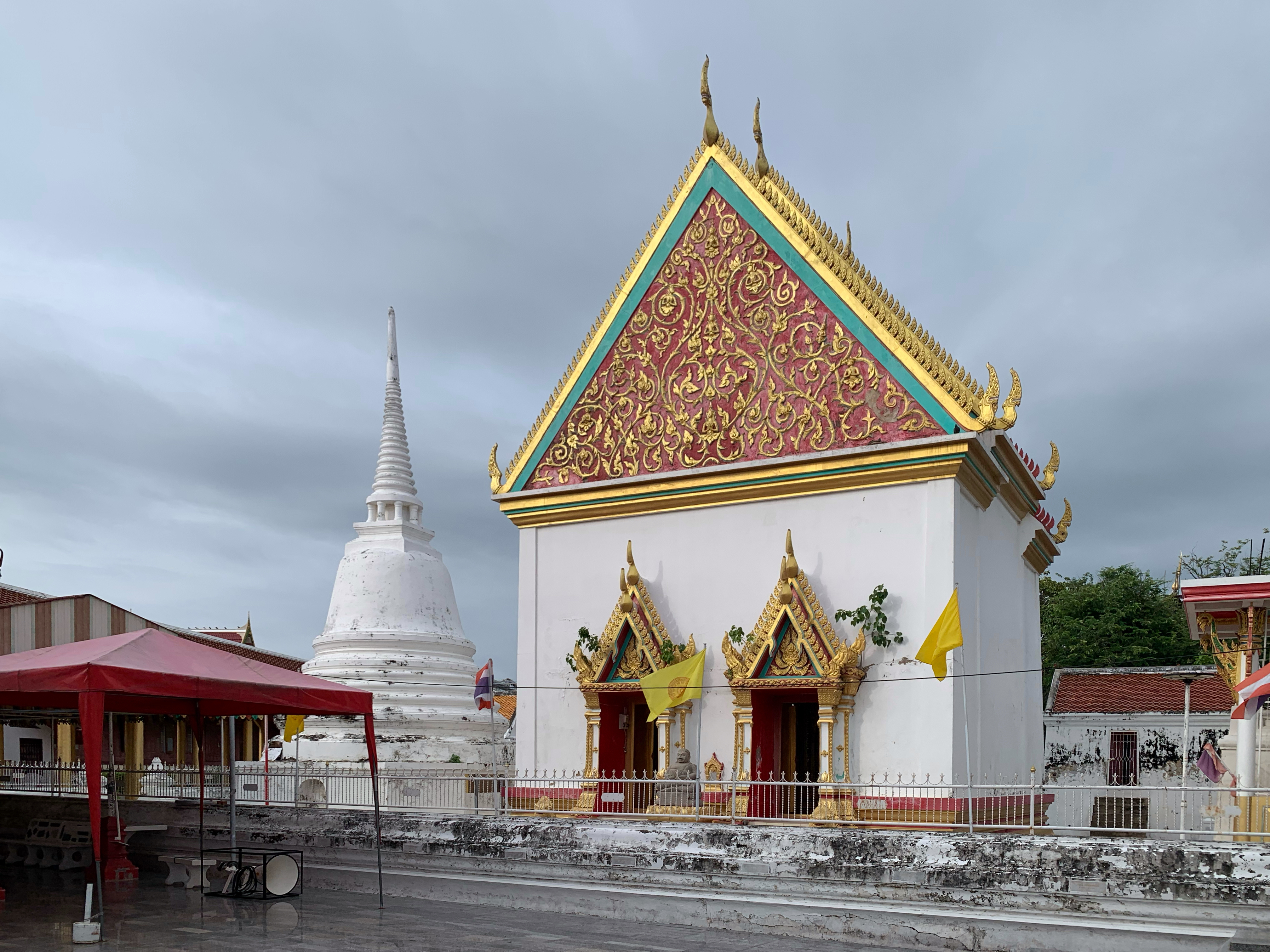
Das Mondop mit einem vierfachen Fußabdruck des Buddha

Wat Pa Mok Worawihan (Thai: วัดป่าโมกวรวิหาร) ist ein Königlicher Tempel 2. Klasse (Wat) in der Provinz Ang Thong in Zentralthailand.

## Lage
Wat Pa Mok Worawihan liegt im Zentrum des Landkreises Pa Mok, etwa 15 km südlich der Provinzhauptstadt Ang Thong, direkt am westlichen Ufer des Mae Nam Chao Phraya (Chao-Phraya-Fluss).

## Geschichte
Der Legende nach soll eines Tages die Statue des liegenden Buddha auf dem Chao Phraya treibend bis vor den Tempel geschwommen sein, wo sie dann versank. Die Bevölkerung hat die Statue aus dem Fluss gezogen, und ihr am Ufer einen Viharn gebaut. Im Laufe der Jahre sind die Flussufer erodiert, so dass in der Regierungszeit von König Thai-Sra (reg. 1709–1733) ein neuer Viharn im Ayutthaya-Stil in einer Entfernung von 170 m vom Fluss errichtet wurde, wo die Statue bis heute zu sehen ist.
Wat Pa Mok entstand, indem auf Geheiß von König Thai Sa zwei Tempel zusammengelegt wurden, nämlich Wat Chi Pakhao und Wat Thalad. Seinen Namen Wat Pa Mok bekam er in der Ayutthaya-Zeit aufgrund der vielen Mok-Bäume (Apocynaceae), die hier in der Vergangenheit standen.

## Sehenswürdigkeiten
- Wihan des Liegenden Buddha (Thai: วิหารพระพุทธไสยาสน์): die etwa 22,5 Meter lange liegende Buddha-Statue soll noch aus der Sukhothai-Zeit stammen. König Naresuan soll dieser Statue seine Ehrerbietung gezollt haben, bevor er in die Schlacht gegen den burmesischen Kronprinzen zog. Ein Denkmal des Königs zusammen mit seinem Bruder vor dem Kuti des Abtes zeugt von diesem denkwürdigen Besuch.
- Am Eingang zum Tempel steht eine kleine Chedi im Ayutthaya-Stil auf einer Basis, die einem thailändischen Boot nachempfunden ist (Thai: นาวาเจดีย์).
- Mondop mit einem vierfachen Fußabdruck des Buddha (Thai: มณทปพระพุทธบาทสี่รอย)
- Langer Laubengang, der vom Zentrum des Tempels bis zu einer Bootsanlegestelle am Ufer des Chao Phraya führt.
- Zahlreiche Chedis aus verschiedenen Stilepochen stehen verstreut auf dem Tempelgelände.